# 키어 길크리스트
키어 길크리스트(Keir Gilchrist, 1992년 9월 28일 ~ )는 캐나다의 배우, 음악가이다. 그라인드코어 밴드 웰름과 데스 메탈 밴드 팰랭크스의 보컬리스트이다.

## 출연 작품

### 영화
- 사만다: 아메리칸 걸 홀리데이 (2004, Samantha: An American Girl Holiday)
- 리틀 러너 (2004)
- The Waldo Cumberbund Story (2005)
- 데드 사일런스 (2007)
- 록커 (2008)
- Just Peck (2009)
- 이츠 카인드 오브 어 퍼니 스토리 (2010)
- Seasick Sailor (2013)
- 팔로우 (2014)
- 다크 썸머 (2015)
- 더 스탠포드 프리즌 엑스페리먼트 (2015)
- 테일즈 오브 할로윈 (2015)
- 헬로 케이티 (2016, Katie Says Goodbye)
- 더 굿 네이버 (2016)
- 크라임 타운 (2019)
- 플래시백 (2020)
- 인트루전 (2021, An Intrusion)

### 텔레비전
- 유나이티드 스테이트 오브 타라 (2009-11)
- 별나도 괜찮아 (2017-21)